# Aichi E12A
Айчі E12A (англ. Aichi E12A) — проєкт розвідувального гідролітака Імперського флоту Японії періоду Другої світової війни. Повна назва «Двомісний розвідувальний гідролітак 12-Ші» (яп. 十二試二座水上偵察機, Джюні-ші Ні-за Суіджьо: Тейсацукі).

## Історія створення
В червні 1937 року командування флоту оголосило конкурс на розробку двомісного розвідника-гідролітака, здатного стартувати з катапульт великих надводних кораблів. У конкурсі взяли участь фірми Aichi (проєкт Aichi E12A), Nakajima (проєкт Nakajima E12N) та Kawanishi (проєкт E12K).
На фірмі Aichi розробкою літака займався колектив конструкторів під керівництвом Кісіро Мацуо. Він спроєктував двополавковий низькоплан суцільнометалевої конструкції, лише обшивка рулів висоти та стабілізатора була полотняною. Консолі крила могли складатись для зручності розміщення на кораблях. Літак був оснащений дворядним радіальний двигуном Mitsubishi Zuisei потужністю 870 к.с., який обертав металевий дволопасний двигун постійного кроку. Озброєння літака складалось з двох фіксованих 7,7-мм кулеметів в носовій частині та одного 7,7-мм кулемета на турелі в задній кабіні. Під фюзеляжем могла підвішуватись одна 250-кг бомба.
Наприкінці 1937 року флот видав ще одне технічне завдання на тримісний розвідувальний літак далекої дії. Оцінивши свої можливості, Kawanishi зосередилась на тримісній машині, Nakajima — на двомісній, і тільки Aichi продовжувала розробляти обидва літаки.
Два прототипи були збудовані у 1938 році. Хоча літак E12A був сучасним проєктом і мав високу максимальну швидкість, показники стабільності й маневровності не задовольнили флот, тому літак не прийняли на озброєння. Конкурента E12N теж не прийняли, і завдання «12-Ші» на двомісний розвідник не було виконане жодною компанією. Але досвід, набутий під час розробки E12A, був використаний при розробці тримісного літака Aichi E13A.

## Тактико-технічні характеристики
Дані з Japanese Aircraft 1910—1941

### Технічні характеристики
- Екіпаж: 2 особи
- Довжина: 10,45 м
- Висота: 3,45 м
- Розмах крила: 13,0 м
- Площа крила: 30,8 м²
- Маса пустого: 2100 кг
- Маса спорядженого: 2850 кг
- Навантаження на крило: 92,5 кг/м²
- Двигун: 1 × Mitsubishi Zuisei
- Потужність: 870 к. с.
- Питома потужність: 3,35 кг/к.с.

### Льотні характеристики
- Максимальна швидкість: 362 км/год (на висоті 1900 м.)
- Крейсерська швидкість: 277 км/год
- Практична дальність: 1065 км
- Час польоту: 3,8 год
- Практична стеля: 8150 м
- Час підйому на 3000 м.: 5 хв.

### Озброєння
- Кулеметне:
  - 2 х 7,7-мм курсові кулемети
  - 1 х 7,7-мм кулемет на турелі
- Бомбове навантаження:
  - до 250 кг бомб